# Primera División de España 1969-70
La temporada 1969/70 de la Primera División de España de fútbol fue la 39.ª edición del campeonato. Se disputó del 13 de septiembre de 1969 al 19 de abril de 1970.
Se proclamó campeón el Atlético de Madrid, por sexta vez en su historia.

## Sistema de competición
La Primera División de España 1969/70 mantuvo el formato de la temporada anterior. Estuvo organizada por la Real Federación Española de Fútbol.
Tomaron parte 16 equipos de toda la geografía española, encuadrados en un grupo único. Siguiendo un sistema de liga, se enfrentaron todos contra todos en dos ocasiones -una en campo propio y otra en campo contrario- durante un total de 30 jornadas. El orden de los encuentros se decidió por sorteo antes de empezar la competición.
La clasificación se estableció a razón del siguiente sistema de puntuación: dos puntos para el equipo vencedor de un partido, un punto para cada contendiente en caso de empate y cero puntos para el perdedor de un partido. 
El equipo que más puntos sumó se proclamó campeón de liga y obtuvo la clasificación para la siguiente edición de la Copa de Europa. Por su parte, el campeón de la Copa del Generalísimo obtuvo la clasificación para la Recopa de Europa.
Los tres últimos clasificados descendieron, directamente, a la Segunda División. De esta ascendieron, recíprocamente, los tres primeros, para reemplazar la próxima temporada a los equipos descendidos.

## Equipos participantes
Esta temporada participaron 16 equipos.
| Equipo                           | Ciudad                   | Estadio               | Aforo  |
| -------------------------------- | ------------------------ | --------------------- | ------ |
| Atlético de Bilbao               | Bilbao                   | San Mamés             | 41.400 |
| Club Atlético de Madrid          | Madrid                   | Manzanares            | 70.000 |
| Club de Fútbol Barcelona         | Barcelona                | Camp Nou              | 90.138 |
| Real Club Celta                  | Vigo                     | Balaidos              | 40.000 |
| Real Club Deportivo de La Coruña | La Coruña                | Riazor                | 22.182 |
| Elche Club de Fútbol             | Elche                    | Altabix               | 12.000 |
| Granada Club de Fútbol           | Granada                  | Los Cármenes          | 12.700 |
| Unión Deportiva Las Palmas       | Las Palmas de G. Canaria | Insular               | 20.000 |
| Real Club Deportivo Mallorca     | Palma de Mallorca        | Luís Sitjar           | 21.200 |
| Pontevedra Club de Fútbol        | Pontevedra               | Pasarón               | 19.500 |
| Real Madrid Club de Fútbol       | Madrid                   | Santiago Bernabéu     | 90.123 |
| Real Sociedad de Fútbol          | San Sebastián            | Atocha                | 25.443 |
| Centro de Deportes Sabadell      | Sabadell                 | Nova Creu Alta        | 20.000 |
| Sevilla Club de Fútbol           | Sevilla                  | Ramón Sánchez Pizjuán | 46.325 |
| Valencia Club de Fútbol          | Valencia                 | Mestalla              | 53.436 |
| Real Zaragoza Club Deportivo     | Zaragoza                 | La Romareda           | 32.416 |

Fuente: Anuario de la RFEF

## Clasificación
| Pos. | Equipo                        | Pts. | PJ | G  | E  | P  | GF | GC | Dif. | Clasificación                   |
| ---- | ----------------------------- | ---- | -- | -- | -- | -- | -- | -- | ---- | ------------------------------- |
| 1    | Atlético de Madrid (C)        | 42   | 30 | 18 | 6  | 6  | 53 | 22 | +31  | Clasifica a la Copa de Europa   |
| 2    | Atlético de Bilbao            | 41   | 30 | 17 | 7  | 6  | 44 | 20 | +24  | Clasifica a la Copa de Ferias   |
| 3    | Sevilla C. F.                 | 35   | 30 | 14 | 7  | 9  | 39 | 32 | +7   | Clasifica a la Copa de Ferias   |
| 4    | C. F. Barcelona               | 35   | 30 | 13 | 9  | 8  | 40 | 31 | +9   | Clasifica a la Copa de Ferias   |
| 5    | Valencia C. F.                | 35   | 30 | 15 | 5  | 10 | 35 | 23 | +12  | Clasifica a la Copa de Ferias   |
| 6    | Real Madrid C. F.             | 35   | 30 | 13 | 9  | 8  | 50 | 42 | +8   | Clasifica a la Recopa de Europa |
| 7    | Real Sociedad                 | 33   | 30 | 15 | 3  | 12 | 47 | 37 | +10  |                                 |
| 8    | Real Zaragoza                 | 33   | 30 | 13 | 7  | 10 | 35 | 39 | −4   |                                 |
| 9    | U. D. Las Palmas              | 27   | 30 | 10 | 7  | 13 | 32 | 40 | −8   |                                 |
| 10   | R. C. Celta de Vigo           | 27   | 30 | 10 | 7  | 13 | 31 | 39 | −8   |                                 |
| 11   | Elche C. F.                   | 26   | 30 | 8  | 10 | 12 | 32 | 44 | −12  |                                 |
| 12   | Granada C. F.                 | 26   | 30 | 8  | 10 | 12 | 20 | 31 | −11  |                                 |
| 13   | C. D. Sabadell C. F.          | 25   | 30 | 10 | 5  | 15 | 31 | 37 | −6   |                                 |
| 14   | R. C. Deportivo La Coruña (D) | 25   | 30 | 8  | 9  | 13 | 25 | 32 | −7   | Descenso a Segunda División     |
| 15   | R. C. D. Mallorca (D)         | 22   | 30 | 7  | 8  | 15 | 33 | 52 | −19  | Descenso a Segunda División     |
| 16   | Pontevedra C. F. (D)          | 13   | 30 | 4  | 5  | 21 | 20 | 46 | −26  | Descenso a Segunda División     |

 Fuente: BDFutbol
Criterios de clasificación: Puntos · Diferencia de goles · Goles a favor · Play-off

### Evolución de la clasificación
| Equipo / Jornada       | 1  | 2  | 3  | 4  | 5  | 6  | 7  | 8  | 9  | 10 | 11 | 12 | 13 | 14 | 15 | 16 | 17 | 18 | 19 | 20 | 21 | 22 | 23 | 24 | 25 | 26 | 27 | 28 | 29 | 30 |
| Equipo / Jornada       |    |    |    |    |    |    |    |    |    |    |    |    |    |    |    |    |    |    |    |    |    |    |    |    |    |    |    |    |    |    |
| ---------------------- | -- | -- | -- | -- | -- | -- | -- | -- | -- | -- | -- | -- | -- | -- | -- | -- | -- | -- | -- | -- | -- | -- | -- | -- | -- | -- | -- | -- | -- | -- |
| Atlético de Madrid     | 5  | 9  | 6  | 7  | 3  | 4  | 3  | 3  | 2  | 2  | 2  | 1  | 1  | 1  | 2  | 1  | 2  | 1  | 1  | 1  | 1  | 2  | 2  | 2  | 2  | 2  | 1  | 2  | 1  | 1  |
| Atlético de Bilbao     | 2  | 5  | 2  | 5  | 2  | 3  | 2  | 2  | 1  | 1  | 1  | 2  | 2  | 3  | 1  | 2  | 1  | 2  | 2  | 2  | 2  | 1  | 1  | 1  | 1  | 1  | 2  | 1  | 2  | 2  |
| Sevilla CF             | 11 | 10 | 5  | 2  | 4  | 6  | 4  | 5  | 5  | 7  | 5  | 5  | 5  | 6  | 7  | 7  | 7  | 6  | 5  | 6  | 5  | 7  | 6  | 4  | 3  | 6  | 5  | 4  | 3  | 3  |
| CF Barcelona           | 9  | 6  | 8  | 3  | 8  | 5  | 6  | 11 | 9  | 6  | 10 | 7  | 9  | 10 | 11 | 10 | 9  | 9  | 8  | 7  | 8  | 8  | 8  | 8  | 7  | 3  | 6  | 3  | 4  | 4  |
| Valencia CF            | 14 | 15 | 15 | 13 | 12 | 12 | 7  | 8  | 8  | 8  | 6  | 8  | 7  | 7  | 5  | 5  | 6  | 8  | 7  | 8  | 7  | 6  | 4  | 6  | 4  | 8  | 8  | 7  | 7  | 5  |
| Real Madrid            | 8  | 3  | 1  | 1  | 1  | 1  | 1  | 1  | 3  | 3  | 4  | 3  | 3  | 2  | 3  | 3  | 3  | 3  | 3  | 3  | 3  | 3  | 3  | 3  | 6  | 4  | 4  | 5  | 5  | 6  |
| Real Sociedad          | 4  | 8  | 7  | 10 | 7  | 10 | 13 | 9  | 6  | 9  | 7  | 6  | 6  | 4  | 6  | 8  | 8  | 5  | 4  | 5  | 4  | 5  | 5  | 7  | 5  | 5  | 3  | 6  | 6  | 7  |
| Real Zaragoza          | 6  | 2  | 9  | 4  | 5  | 2  | 5  | 4  | 7  | 5  | 8  | 9  | 8  | 8  | 8  | 6  | 4  | 4  | 6  | 4  | 6  | 4  | 7  | 5  | 8  | 7  | 7  | 8  | 8  | 8  |
| UD Las Palmas          | 1  | 1  | 4  | 9  | 10 | 11 | 10 | 7  | 11 | 13 | 12 | 11 | 13 | 11 | 12 | 11 | 12 | 12 | 12 | 13 | 12 | 12 | 12 | 13 | 12 | 13 | 12 | 12 | 12 | 9  |
| Celta de Vigo          | 10 | 12 | 14 | 14 | 13 | 13 | 9  | 12 | 10 | 10 | 9  | 10 | 10 | 9  | 9  | 9  | 10 | 10 | 11 | 10 | 11 | 11 | 10 | 10 | 11 | 11 | 11 | 11 | 9  | 10 |
| Elche CF               | 16 | 16 | 16 | 15 | 15 | 14 | 14 | 10 | 13 | 11 | 11 | 13 | 12 | 14 | 13 | 13 | 14 | 13 | 13 | 14 | 14 | 14 | 14 | 14 | 14 | 12 | 13 | 13 | 13 | 11 |
| Granada CF             | 7  | 7  | 10 | 8  | 9  | 7  | 8  | 6  | 4  | 4  | 3  | 4  | 4  | 5  | 4  | 4  | 5  | 7  | 9  | 9  | 9  | 10 | 11 | 11 | 10 | 10 | 10 | 10 | 10 | 12 |
| CD Sabadell            | 3  | 4  | 3  | 6  | 6  | 8  | 11 | 13 | 12 | 14 | 13 | 14 | 14 | 12 | 10 | 12 | 11 | 11 | 10 | 11 | 10 | 9  | 9  | 9  | 9  | 9  | 9  | 9  | 11 | 13 |
| Deportivo de La Coruña | 12 | 14 | 11 | 11 | 11 | 9  | 12 | 14 | 14 | 12 | 14 | 12 | 11 | 13 | 14 | 14 | 13 | 14 | 14 | 12 | 13 | 13 | 13 | 12 | 13 | 14 | 14 | 14 | 14 | 14 |
| RCD Mallorca           | 15 | 11 | 12 | 12 | 14 | 15 | 16 | 16 | 16 | 16 | 16 | 15 | 15 | 15 | 15 | 15 | 15 | 15 | 15 | 15 | 15 | 15 | 15 | 15 | 15 | 15 | 15 | 15 | 15 | 15 |
| Pontevedra CF          | 13 | 13 | 13 | 16 | 16 | 16 | 15 | 15 | 15 | 15 | 15 | 16 | 16 | 16 | 16 | 16 | 16 | 16 | 16 | 16 | 16 | 16 | 16 | 16 | 16 | 16 | 16 | 16 | 16 | 16 |

## Resultados
| Local \ Visitante         | ATH | ATM | BAR | CEL | DEP | ELC | GRA | LAS | MLL | PON | RMA | RSO | SAB | SEV | VAL | ZAR |
| ------------------------- | --- | --- | --- | --- | --- | --- | --- | --- | --- | --- | --- | --- | --- | --- | --- | --- |
| Atlético de Bilbao        | —   | 2–0 | 1–1 | 1–0 | 1–0 | 2–0 | 1–0 | 3–0 | 2–0 | 3–1 | 5–0 | 1–0 | 1–0 | 0–1 | 0–0 | 2–0 |
| Atlético de Madrid        | 2–1 | —   | 1–1 | 4–0 | 2–0 | 4–1 | 5–0 | 1–2 | 3–1 | 2–0 | 3–0 | 4–0 | 0–1 | 1–0 | 2–0 | 2–0 |
| C. F. Barcelona           | 3–2 | 1–2 | —   | 2–1 | 1–0 | 1–1 | 1–0 | 0–0 | 5–1 | 2–0 | 1–0 | 2–1 | 3–1 | 1–0 | 1–0 | 4–2 |
| R. C. Celta de Vigo       | 0–2 | 1–1 | 1–2 | —   | 2–2 | 4–0 | 2–1 | 1–0 | 3–1 | 1–0 | 2–2 | 2–0 | 1–1 | 1–1 | 1–0 | 1–0 |
| R. C. Deportivo La Coruña | 1–1 | 0–1 | 0–0 | 0–1 | —   | 1–0 | 3–0 | 0–0 | 1–1 | 2–1 | 1–1 | 0–2 | 1–1 | 3–0 | 2–1 | 0–1 |
| Elche C. F.               | 0–1 | 1–1 | 1–0 | 3–1 | 1–0 | —   | 1–0 | 1–2 | 1–1 | 1–0 | 0–2 | 4–2 | 1–1 | 5–0 | 0–0 | 1–1 |
| Granada C. F.             | 0–0 | 0–0 | 0–0 | 1–0 | 2–0 | 0–0 | —   | 0–0 | 1–1 | 1–0 | 0–0 | 0–3 | 2–1 | 0–0 | 0–1 | 1–0 |
| U. D. Las Palmas          | 1–3 | 2–2 | 1–0 | 3–0 | 0–1 | 5–1 | 1–2 | —   | 3–1 | 1–1 | 2–4 | 0–1 | 1–0 | 3–0 | 0–2 | 2–0 |
| R. C. D. Mallorca         | 2–2 | 1–0 | 3–2 | 0–0 | 0–1 | 0–0 | 4–6 | 1–0 | —   | 3–0 | 1–2 | 3–2 | 1–0 | 1–2 | 0–3 | 1–1 |
| Pontevedra C. F.          | 0–2 | 1–2 | 0–0 | 0–2 | 0–0 | 1–1 | 0–1 | 0–0 | 0–2 | —   | 1–3 | 1–0 | 2–1 | 3–2 | 0–1 | 0–1 |
| Real Madrid C. F.         | 2–2 | 1–1 | 3–3 | 3–1 | 2–2 | 3–1 | 2–0 | 5–0 | 1–1 | 2–1 | —   | 3–0 | 1–0 | 2–3 | 2–1 | 2–2 |
| Real Sociedad             | 2–0 | 2–1 | 1–0 | 2–1 | 2–1 | 3–0 | 2–1 | 5–0 | 2–0 | 2–1 | 1–2 | —   | 2–1 | 0–0 | 1–2 | 5–0 |
| C. D. Sabadell            | 1–2 | 0–2 | 3–2 | 3–1 | 1–0 | 1–2 | 2–1 | 1–0 | 1–0 | 1–4 | 3–0 | 1–1 | —   | 2–1 | 2–0 | 1–1 |
| Sevilla F. C.             | 1–0 | 0–1 | 3–0 | 3–0 | 2–0 | 2–2 | 0–0 | 1–1 | 3–1 | 3–1 | 1–0 | 1–1 | 2–0 | —   | 4–2 | 2–0 |
| Valencia C. F.            | 1–0 | 2–3 | 0–0 | 0–0 | 0–1 | 2–0 | 1–0 | 2–0 | 3–0 | 2–0 | 1–0 | 3–1 | 1–0 | 0–1 | —   | 3–1 |
| Real Zaragoza C. D.       | 1–1 | 1–0 | 2–1 | 1–0 | 5–2 | 3–2 | 0–0 | 1–2 | 2–1 | 2–1 | 2–0 | 2–1 | 1–0 | 1–0 | 1–1 | —   |

## Máximos goleadores (Trofeo Pichichi)
Luis, Amancio y Gárate compartieron el Trofeo Pichichi al máximo goleador del campeonato.
| Pos. | Jugador                     | Equipo             | Goles |
| ---- | --------------------------- | ------------------ | ----- |
| 1º   | Luis Aragonés               | Atlético de Madrid | 16    |
|      | José Eulogio Gárate         | Atlético de Madrid | 16    |
|      | Amancio Amaro               | Real Madrid        | 16    |
| 4º   | Ernesto Domínguez Hernández | RCD Mallorca       | 13    |
| 5º   | Bernardo Acosta             | Sevilla FC         | 12    |